# St George Continental Cycling Team
St George Continental Cycling Team is een Australische wielerploeg die is opgericht in 2015 en sinds 2016 een continentale status heeft. Voornamelijk renners met een Australische en Nieuw-Zeelandse nationaliteit rijden bij de ploeg. De ploeg boekte door de jaren heen de meeste successen op Aziatische bodem.

## Bekende (ex-)renners
Australiërs
- Marcus Culey (2017-2018)
- Benjamin Dyball (2017-2018)
- Kaden Groves (2017-2018)
- Ryan Cavanagh (2018-2021)
- Matthew Dinham (2019)
- Sebastian Berwick (2019-2020)
- Blake Quick (2019-2020)
- Sam Crome (2021-2023)
- Dylan Sunderland (2023)
- Alexander Evans (2024)

Nieuw-Zeelanders
- Matthew Zenovich (2017-2021)
- Dylan Kennett (2018-2021)
- Corbin Strong (2019)
- Michael Vink (2019-2021)
- Joel Yates (2020)
- Bailey O'Donnell (2021-2023)
- Ollie Jones (2022)
- Nicholas Kergozou (2022-)
- Tom Sexton (2024-)

Overig
- Aidan Buttigieg (2023-2024)
- Daniel Whitehouse (2025)

## Overwinningen
2017
1e etappe Ronde van de Molukken: Marcus Culey
Eindklassement Ronde van de Molukken: Marcus Culey
2e etappe Ronde van Ijen: Matthew Zenovich
3e etappe Ronde van Fuzhou: Kaden Groves
2018
3e etappe Ronde van Thailand: Benjamin Dyball
Eindklassement Ronde van Thailand: Benjamin Dyball
1e etappe Ronde van Siak: Matthew Zenovich
2e etappe Ronde van Siak Benjamin Dyball
Eindklassement Ronde van Siak: Matthew Zenovich
1e etappe Ronde van Ijen: Marcus Culey
4e etappe Ronde van Ijen: Benjamin Dyball
Eindklassement Ronde van Ijen: Benjamin Dyball
Proloog Ronde van het Taihu-meer: Dylan Kennett
4e etappe Ronde van het Taihu-meer: Dylan Kennett
5e etappe Ronde van Singkarak: Ryan Cavanagh
7e etappe Ronde van Singkarak: Jay Dutton
2019
3e etappe Ronde van Thailand: Ryan Cavanagh
Eindklassement Ronde van Thailand: Ryan Cavanagh
3e etappe Ronde van het Taihu-meer: Dylan Kennett
Eindklassement Ronde van het Taihu-meer: Dylan Kennett
Eindklassement Ronde van Quanzhou Bay: Ryan Cavanagh
2020
5e etappe New Zealand Cycle Classic: Dylan Kennett
2e etappe Ronde van Taiwan: Ryan Cavanagh
2022
3e etappe New Zealand Cycle Classic: Nicholas Kergozou
2023
2e etappe Ronde van Thailand: Dylan Sunderland
2024
6e etappe Ronde van Thailand: Nicholas Kergozou
2025
6e etappe Ronde van Thailand: Nicholas Kergozou
Sjabloon:Navigatie selectie wielerploeg/St George Merida Cycling Team 2016
Sjabloon:Navigatie selectie wielerploeg/St George Continental Cycling Team 2017
Cameron · Cavanagh · Culey · Dutton · Dyball · Field · Groves · Hubbard · Kennett · Louis · Smith · Zenovich
Berwick · Calder · Cameron · Cavanagh · Dinham · Dutton · Gandy · Hubbard · Kennett · Law · Quick · Reardon · Strong · Vink · Wiggins · Zenovich
Berwick · Bettles · Cavanagh · Dutton · Gandy · Harvey · Heaney · Kennett · Quick · Reardon · Vink · Wiggins · Yates · Zenovich
Bettles · Cavanagh · Crome · Dutton · Gandy · Harvey · Hamish Keast · Kennett · O'Donnell · Reardon · Vink · Zenovich
Crome · Dutton · Harvey · Ivory · Jones · Keast · Kergozou · Mawditt · Nankervis · Nisbet · Pithie · Reardon · Walters
Aitken · Borrie · Buttigieg · Cooper · Crome · Fleming · Galea · Harrigan · Haydon-Smith · Ivory · Kergozou · Ludman · Mawditt · McGovern · McInnes · Medway · Pithie · Reardon · Rees · Rice · Sens · Short · Sunderland
Aitken · Buttigieg · Carman · Clark · Cooper · Dutton · Eddy · Evans · Harrigan · Ivory · Kergozou · McGovern · Murphy · Reardon · Sessini · Sexton · A. Teese · R. Teese
Aitken · Carman · Clark · Cooper · Dutton · Hadden · Henderson · Keast · Kergozou · Panizza · Sessini · Sexton · Short · Trezise · Tsen · Whitehouse